# Дівчина з Хідобані
«Дівчина з Хідобані» (Qalishvili khidobnidan, груз. ქალიშვილი ხიდებობიანი) — радянський художній фільм 1940 року, знятий режисером Діоміде Антадзе на Тбіліській кіностудії.

## Сюжет
За п'єсою Полікарпа Какабадзе «Весілля колгоспника». Гвірістіне, передова збирачка чаю, їде на виставку в Москву з групою колгоспників. Після повернення вона ділиться своїм досвідом із земляками. А в житті Гверістіне відбуваються великі зміни — вона виходить заміж.

## У ролях
- Нато Вачнадзе — Гвірістіне
- Олександр Жоржоліані — Хахулі
- Вахтанг Нінуа — Шота
- Аркадій Хінтібідзе — Ломкаца
- Василь Баланчивадзе — Сардіон
- Шалва Бежуашвілі — Манучар
- Олександр Джагарбеков — епізод
- Етері Жорданія — Ірина
- Акакій Кванталіані — Харитон
- Ілля Мампорія — Вата
- Теймураз Хелашвілі — Міріані
- Коте Даушвілі — Джибіло
- Петро Джалаганія — Джамлет
- Вікторія Позаментірова — Какала

## Знімальна група
- Режисер — Діоміде Антадзе
- Сценаристи — Полікарп Какабадзе, Самсон Сулакаурі
- Оператор — Давид Канделакі
- Композитор — Реваз Габічвадзе
- Художник — Йосип Габічвадзе